# Zachary Stone
Zachary Stone (ur. 6 września 1991 r.) – kanadyjski snowboardzista. Nie startował na igrzyskach olimpijskich. Jego największym sukcesem jest srebrny medal w Big Air wywalczony na mistrzostwach świata w La Molina. W Pucharze Świata w snowboardzie startował tylko raz, było to w kanadyjskim Stoneham w konkurencji half-pipe w roku 2007, wtedy to zajął 23. miejsce. Po tym starcie zaczęły go dręczyć kontuzje.

## Sukcesy

### Mistrzostwa świata
| Miejsce | Dzień       | Rok  | Miejscowość | Konkurencja | Zwycięzca       |
| ------- | ----------- | ---- | ----------- | ----------- | --------------- |
| 2.      | 15 stycznia | 2011 | La Molina   | Big Air     | Petja Piiroinen |

### Puchar Świata

#### Miejsca w klasyfikacji generalnej
- 2006/2007 - 224.
- 2010/2011 -

#### Miejsca na podium
1. Denver – 26 stycznia 2011 (Big Air) - 2.miejsce
2. Calgary – 26 lutego 2011 (Slopestyle) - 3.miejsce